# Café Biografen
Café Biografen er en kombineret café og biograf beliggende i  Brandts Klædefabrik i centrum af Odense. Biografen åbnede i 1983 og har siden etableret sig som en af byens mest markante kulturinstitutioner med fokus på kvalitetsfilm, art house og europæisk film.
Biografen blev etableret i juli 1983 af fire lokale, der ikke tidligere havde drevet biograf. Forbilledet var Klaptræet i København og Øst for Paradis i Århus, der også fungerede som både café og biograf. Dengang havde biografen kun to sale – i dag er der tre.
Café Biografen har tre sale og viser både aktuelle premierer og smalle film, der sjældent finder vej til de større kommercielle biografer. Ud over filmvisninger lægger stedet også hus til særarrangementer som forpremierer, debatarrangementer, filmfestivaler og samarbejder med lokale kulturaktører.
Caféen, som er integreret med biografen, tilbyder et udvalg af drikkevarer, lette måltider og kager i stemningsfulde omgivelser. Café Biografen er kendt for sin hyggelige atmosfære og er et populært mødested for både filmelskere og cafégæster.
Stedet har gennem årene haft stor betydning for byens kulturelle liv og har ofte været omtalt som et samlingspunkt for det film- og kunstinteresserede publikum.